# Paral·lel 69° nord
El paral·lel 69° nord és una línia de latitud que es troba a 69 graus nord de la línia equatorial terrestre. Travessa Europa, Àsia, l'Oceà Pacífic, Amèrica del Nord l'oceà Atlàntic.

## Geografia
En el sistema geodèsic WGS84, al nivell de 69° de latitud nord, un grau de longitud equival a 41,882 km; la longitud total del paral·lel és de 15.404 km, que és aproximadament 35,9% de la de l'equador, del que es troba a 7.657 km i a 2.345 km del pol Nord
Com tots els altres paral·lels a part de l'equador, el paral·lel 69° nord no és un cercle màxim i no és la distància més curta entre dos punts, fins i tot si es troben al mateix latitud. Per exemple, seguint el paral·lel, la distància recorreguda entre dos punts de longitud oposada és 7.202 km; després d'un cercle màxim (que passa pel Pol Nord), només és 4.690 km.

## Durada del dia
En aquesta latitud, el sol és visible durant 24 hores i 0 minuts a l'estiu, i resta sota l'horitzó tot el dia en solstici d'hivern.

## Arreu del món
Començant al meridià de Greenwich i dirigint-se cap a l'est, el paral·lel 69º passa per:
| Coordenades                               | País, territori o mar      | Notes                                                              |
| ----------------------------------------- | -------------------------- | ------------------------------------------------------------------ |
| 69° 0′ N, 0° 0′ E / 69.000°N,0.000°E      | Oceà Atlàntic              | Mar de Noruega                                                     |
| 69° 0′ N, 15° 0′ E / 69.000°N,15.000°E    | Noruega                    | Illes de Langøya, Andøya, Bjarkøya i Dyrøya, i terra ferma (Troms) |
| 69° 0′ N, 20° 11′ E / 69.000°N,20.183°E   | Suècia                     |                                                                    |
| 69° 0′ N, 20° 51′ E / 69.000°N,20.850°E   | Finlàndia                  |                                                                    |
| 69° 0′ N, 22° 6′ E / 69.000°N,22.100°E    | Noruega                    | Finnmark                                                           |
| 69° 0′ N, 25° 44′ E / 69.000°N,25.733°E   | Finlàndia                  |                                                                    |
| 69° 0′ N, 28° 44′ E / 69.000°N,28.733°E   | Rússia                     | Península de Kola                                                  |
| 69° 0′ N, 36° 37′ E / 69.000°N,36.617°E   | Mar de Barents             |                                                                    |
| 69° 0′ N, 48° 12′ E / 69.000°N,48.200°E   | Rússia                     | Illa Kolgúiev                                                      |
| 69° 0′ N, 50° 9′ E / 69.000°N,50.150°E    | Mar de Barents             | Mar de Petxora                                                     |
| 69° 0′ N, 60° 58′ E / 69.000°N,60.967°E   | Rússia                     | Península de Iugòrski                                              |
| 69° 0′ N, 66° 24′ E / 69.000°N,66.400°E   | Mar de Kara                | Badia de Baidaratskaia                                             |
| 69° 0′ N, 68° 26′ E / 69.000°N,68.433°E   | Rússia                     | Península de Iamal                                                 |
| 69° 0′ N, 72° 32′ E / 69.000°N,72.533°E   | Golf de l'Obi              |                                                                    |
| 69° 0′ N, 74° 5′ E / 69.000°N,74.083°E    | Estuari del Taz            |                                                                    |
| 69° 0′ N, 77° 3′ E / 69.000°N,77.050°E    | Rússia                     |                                                                    |
| 69° 0′ N, 169° 26′ E / 69.000°N,169.433°E | Mar de la Sibèria Oriental | Badia de Txàunskaia                                                |
| 69° 0′ N, 170° 58′ E / 69.000°N,170.967°E | Rússia                     |                                                                    |
| 69° 0′ N, 179° 56′ E / 69.000°N,179.933°E | Mar dels Txuktxis          |                                                                    |
| 69° 0′ N, 163° 55′ O / 69.000°N,163.917°O | Estats Units               | Alaska                                                             |
| 69° 0′ N, 141° 0′ O / 69.000°N,141.000°O  | Canadà                     | Yukon                                                              |
| 69° 0′ N, 137° 26′ O / 69.000°N,137.433°O | Mar de Beaufort            | Badia de Mackenzie                                                 |
| 69° 0′ N, 136° 7′ O / 69.000°N,136.117°O  | Canadà                     | Territoris del Nord-oest – Illa Richards i terra ferma Nunavut     |
| 69° 0′ N, 117° 52′ O / 69.000°N,117.867°O | Estret de Dolphin i Union  |                                                                    |
| 69° 0′ N, 113° 33′ O / 69.000°N,113.550°O | Canadà                     | Nunavut - Illa Victòria                                            |
| 69° 0′ N, 107° 24′ O / 69.000°N,107.400°O | Estret de Dease            |                                                                    |
| 69° 0′ N, 105° 2′ O / 69.000°N,105.033°O  | Canadà                     | Nunavut - Illa Victòria                                            |
| 69° 0′ N, 101° 51′ O / 69.000°N,101.850°O | Estret de Victòria         |                                                                    |
| 69° 0′ N, 100° 37′ O / 69.000°N,100.617°O | Canadà                     | Nunavut – Illa Royal Geographical Society                          |
| 69° 0′ N, 99° 58′ O / 69.000°N,99.967°O   | Estret d'Alexandra         |                                                                    |
| 69° 0′ N, 99° 30′ O / 69.000°N,99.500°O   | Canadà                     | Nunavut – Illa del Rei Guillem                                     |
| 69° 0′ N, 95° 53′ O / 69.000°N,95.883°O   | Estret de Rae              |                                                                    |
| 69° 0′ N, 94° 21′ O / 69.000°N,94.350°O   | Canadà                     | Nunavut                                                            |
| 69° 0′ N, 90° 35′ O / 69.000°N,90.583°O   | Badia de Pelly             |                                                                    |
| 69° 0′ N, 89° 42′ O / 69.000°N,89.700°O   | Canadà                     | Nunavut – Península de Simpson                                     |
| 69° 0′ N, 88° 27′ O / 69.000°N,88.450°O   | Badia de Committee         |                                                                    |
| 69° 0′ N, 84° 54′ O / 69.000°N,84.900°O   | Canadà                     | Nunavut - Península de Melville                                    |
| 69° 0′ N, 81° 32′ O / 69.000°N,81.533°O   | Conca de Foxe              |                                                                    |
| 69° 0′ N, 79° 17′ O / 69.000°N,79.283°O   | Canadà                     | Nunavut – Illa Rowley                                              |
| 69° 0′ N, 78° 42′ O / 69.000°N,78.700°O   | Conca de Foxe              |                                                                    |
| 69° 0′ N, 76° 37′ O / 69.000°N,76.617°O   | Canadà                     | Nunavut – Illa de Baffin                                           |
| 69° 0′ N, 67° 57′ O / 69.000°N,67.950°O   | Estret de Davis            |                                                                    |
| 69° 0′ N, 53° 21′ O / 69.000°N,53.350°O   | Groenlàndia                | Kronprinsen Ejland                                                 |
| 69° 0′ N, 27° 19′ O / 69.000°N,27.317°O   | Groenlàndia                | Sortebrae                                                          |
| 69° 0′ N, 25° 40′ O / 69.000°N,25.667°O   | Oceà Atlàntic              | Mar de Groenlàndia Mar de Noruega                                  |